# Maison de maître de la Masselière
 (avril 2022).
La Masselière est une maison de maître située à Cornillé-les-Caves, en France.

## Localisation
La maison est située dans la commune de Cornillé-les-Caves  dans le département de Maine-et-Loire.

## Historique
La Masselière est une demeure bourgeoise située en Anjou, près de la vallée de la Loire et des coteaux du Baugeois, dans le village de Cornillé-les-Caves. Elle est inscrite à l’inventaire des Monuments historiques. Le domaine de la Masselière, composé de bois, de terres arables et de zones humides, est habité et géré depuis plus de quatre cents ans par une même famille. Il associe depuis longtemps une bourgeoisie urbaine propriétaire des terres, des fermiers qui les ont exploitées et un village dont il est une composante non négligeable.
Depuis le 13e siècle, le territoire de Cornillé-les-Caves était partagé entre les abbayes du Perray-neuf et du Ronceray. À côté de ces domaines d’abbayes, existaient des terres bourgeoises. La construction de la grande maison de la Masselière en 1822 s’inscrit dans une histoire plus ancienne, celle d’une bourgeoisie urbaine angevine pour qui la terre était un élément fondamental de sa reconnaissance en tant qu’élite, en particulier pour les familles tournées vers les offices, comme les Charlery, officiers au grenier à sel de la baronnie de Candé. L’un d’eux, René François, a laissé quelques traces comme sénéchal et juge ordinaire civil et criminel. Cette filiation renvoie au milieu du 16e siècle, quand la terre de la Masselière appartenait à la famille Marquis puis s'est transmise par les familles Le Tonnelier et Guilbault aux Charlery. Les fortunes, au sens large du mot, viennent de la terre, ici celle d’un domaine roturier sans droits seigneuriaux (justice par exemple), appelé sieurie, autour d’une demeure principale et de quelques rentes foncières (en 1559, la closerie et appartenances de la Masselière auraient compris 9 journaux de terre soit environ 4 à 5 hectares et 9 quartiers de vigne soit environ ½ hectare).
Dans la première partie du 19e siècle a lieu la conquête de la terre par la bourgeoisie, qui étend son domaine et renforce ainsi sa position sociale. Posséder une terre apporte aussi un moyen d'identification, le nom. Les citadins sont appelés par leur patronyme ; l’acquisition de sieuries permet d’y ajouter le nom du lieu. Dans les registres de la commune, Guilbault est ainsi identifié comme Guilbault sieur de la Masselière. Si la propriété est pérenne et reste dans la famille, le lieu de résidence est alors la marque d’une branche. Qui dit patrimoine ou patronyme renvoie à l’image du père. Au 19e siècle, seul le mariage donne à la femme une position dans la société bourgeoise, et pourtant le patrimoine se transmet aussi par les femmes. C’est en épousant Jaquine Le Tonnelier, héritière du domaine, que Claude Guilbault devient sieur de la Masselière. Et c'est aussi par son mariage avec Marie-Jeanne Guilbault, seule héritière du domaine, que Romain Charlery devient propriétaire du lieu. Jules Charlery hérite non seulement de la Masselière mais par sa mère, Henriette Guéhéry, de Maunaie (Le Guédéniau) et de Chartrené.
L'édifice est inscrit au titre des monuments historiques en 2007.